# Acalolepta degener
Acalolepta degener — вид жуків-вусачів з підродини ляміїн. Поширений в Росії, Китаї, на Корейському півострові, в Японії та Тайвані. Кормовою рослиною личинок є айлант найвищий.